# 北海道駒ヶ岳
北海道駒ヶ岳（ほっかいどうこまがたけ）は、北海道森町、鹿部町、七飯町にまたがる標高1,131 mの活火山（成層火山）である。渡島国・渡島半島のランドマークにして、大沼国定公園のシンボルともなっている。
江戸時代の旧称は内浦岳で、蝦夷駒ヶ岳（えぞこまがたけ）、渡島駒ヶ岳（おしまこまがたけ）とも呼ばれる。富士山型の紡錘状の山容から谷元旦が描いた絵画が渡島富士（おしまふじ）と呼ばれ、郷土富士となっている。アイヌ語名はカヤベヌプリ。
「北海道」を冠するのは全国に多数存在する同名の山と区別するためであり、地元、北海道では単に駒ヶ岳と呼ばれている。また、所在地の森町には、駒ヶ岳という地名（字）が存在し、同名の鉄道駅 駒ヶ岳駅もある

。

## 概要
渡島半島の内浦湾の南岸に位置し、濁川カルデラから約20km。剣ヶ峯と呼ばれる七飯方面から見て右側に尖った部分が標高1,131 mのこの山の最高点である。八雲側から見て右側のやや盛り上がった峰部分の砂原岳（さわらだけ）には、1896年（明治29年）8月に陸地測量部の館潔彦らが設置した一等三角点（点名「砂原岳」、標高1,112.17 m）があるが、降灰等により埋没している。アイヌ語の「サラキ」（鬼芽）が砂原岳の山名の由来である。火口はその2つの峰を挟んだ山の中央部にある。山麓の西側を大沼回り、東側を砂原回りのJR北海道函館本線が通り、山頂は駒ヶ岳駅の東北東6.2 kmに位置する。東山麓には陸上自衛隊の駒ヶ岳演習場がある。
山頂部には直径約2 kmの火口原があり、西の剣ヶ峯、北の砂原岳、南の馬の背・隅田盛で囲まれるほか、山腹は、火山噴出物で覆われる地形輪廻の原地形（初期段階）を見せる。山頂直下からガリ侵食が始まり、一部で深いV字谷を形成し始める途上にある。山麓には、堰止湖である大沼、小沼などの湖沼や湿地など豊かな自然環境が形成され、一帯は1958年（昭和33年）7月1日に大沼国定公園に指定された。山麓一帯は箱館（函館）港が開港した明治時代からリゾート地として親しまれており、小松宮と有栖川宮の皇族をはじめ、ドイツ帝国やイタリア王国の皇族も訪問している。1881年（明治14年）には、皇太子時代の大正天皇が大沼を訪問することにより、いっそうこの地が有名になった。1915年（大正4年）には北海道駒ヶ岳を望む大沼の風景が日本新三景に選定された。
七飯町の大沼方面からみると、横に長く、なだらかで優美な印象を与えるが、森町方面や鹿部方面からみると一変し、荒々しい山肌と傾斜が目に付く激しい姿を見せる。大沼方面から見た山容が馬がいなないている姿に似ていることが、山名の由来であると言われている。

## 火山

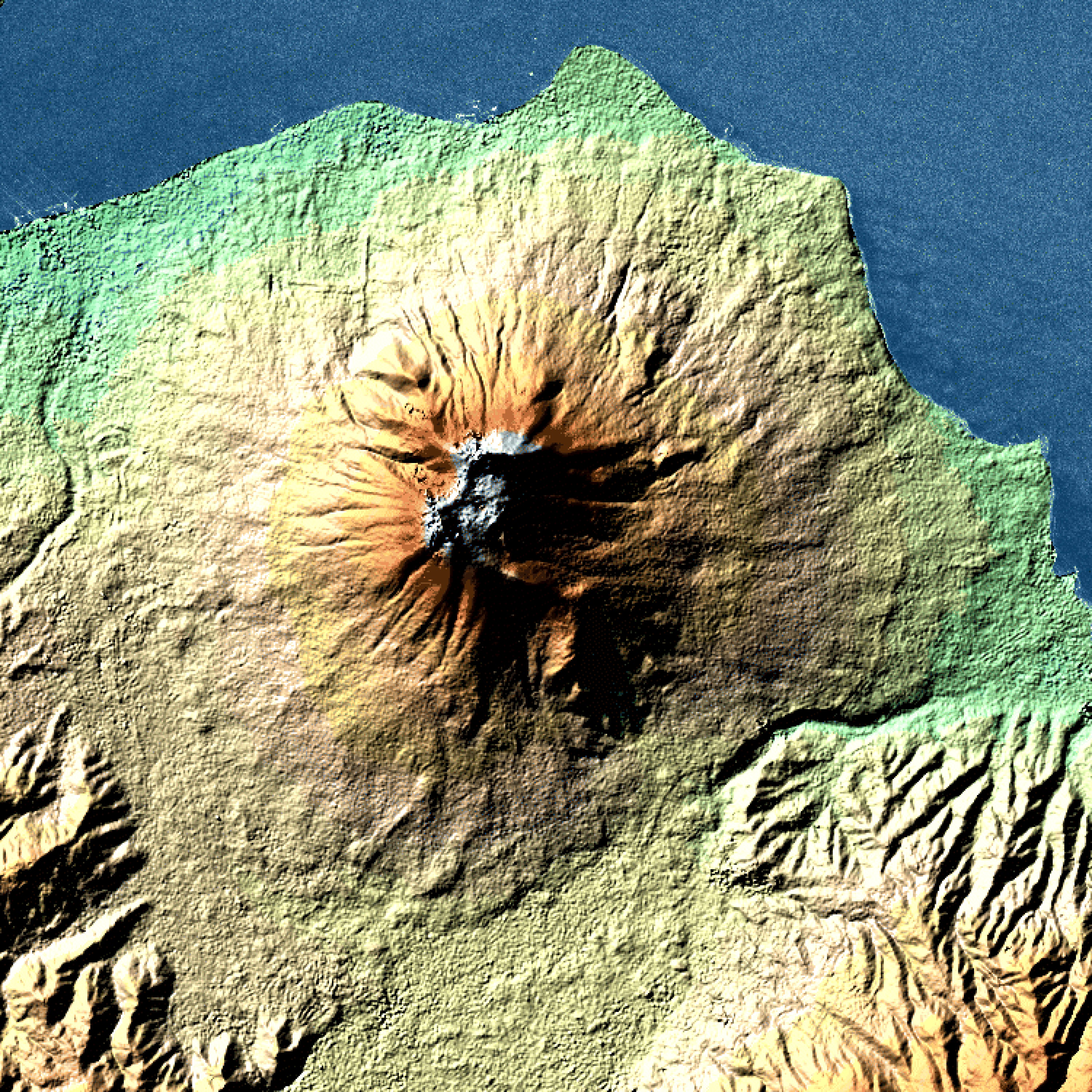
スペースシャトルミッションSTS-99での撮影（2000年2月）

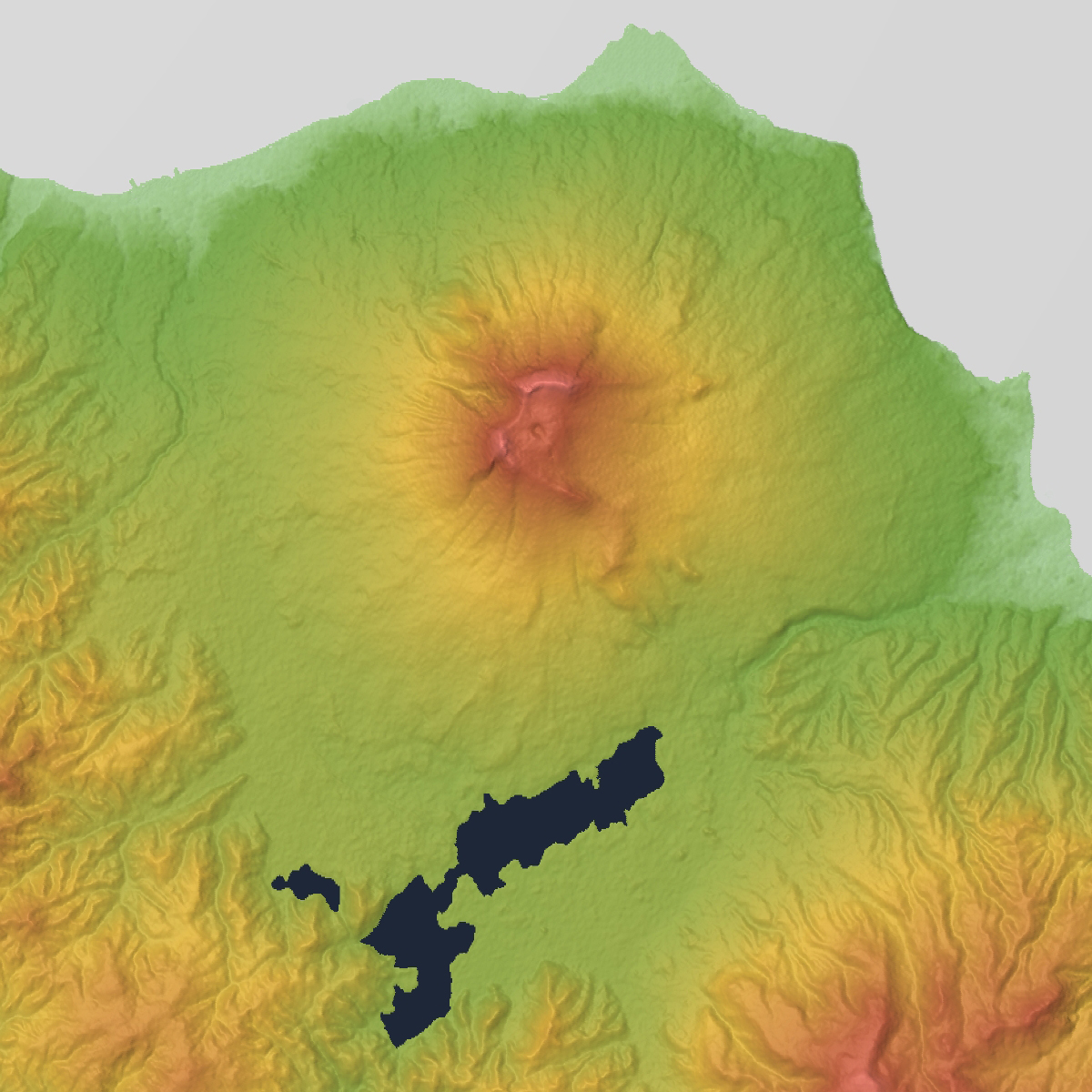
北海道駒ヶ岳の火山体地形図

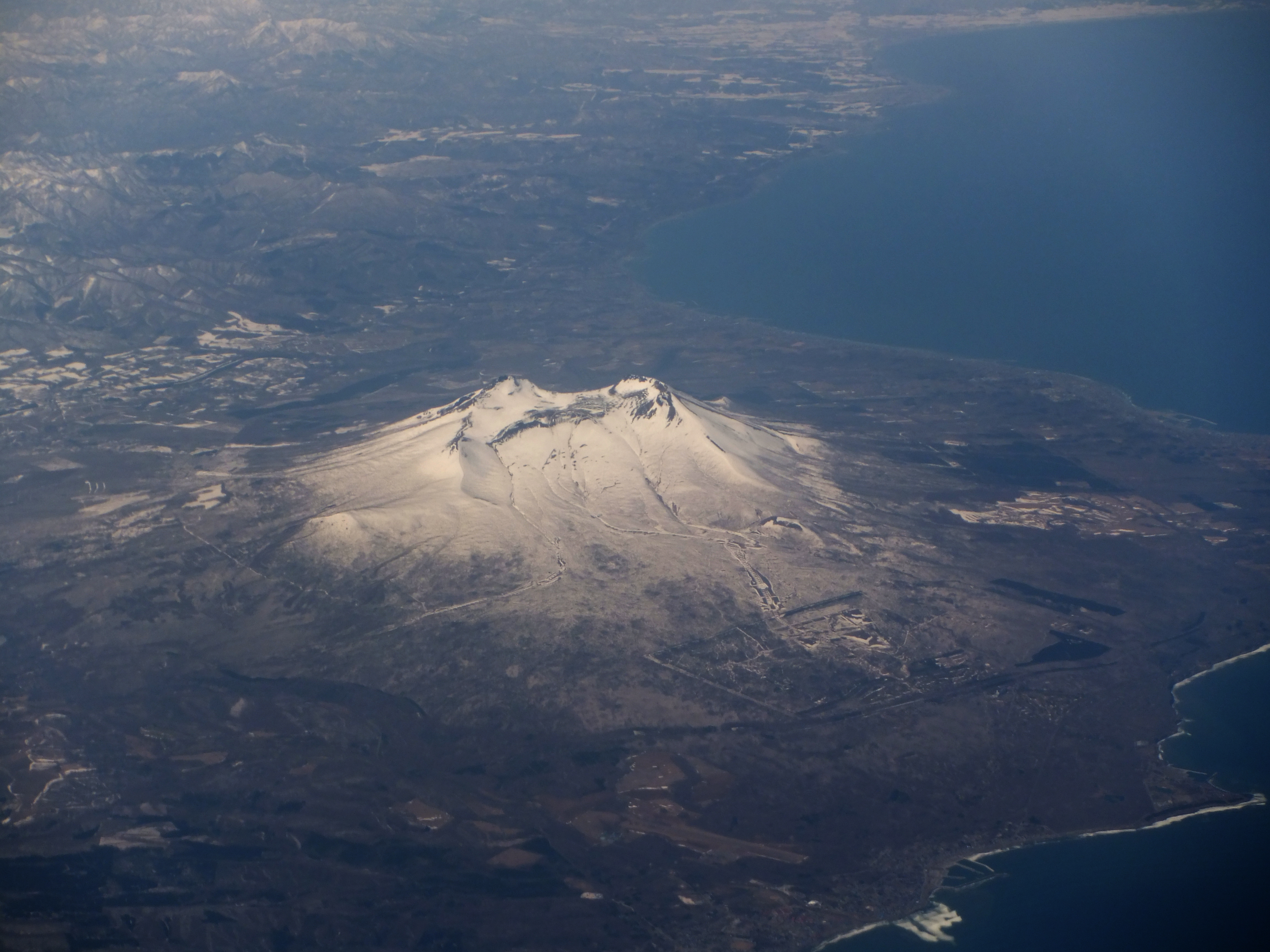
函館方向から見た冬の駒ケ岳

### 地質
地質は安山岩質であるが、軽石などの火山砕屑物を大量に噴出する特徴があり、山体の周辺に厚く堆積している。噴火活動自体は、3-4万年前から断続的に行われてきたと考えられている。

### 火山史
正確な活動開始年代は明かになっておらず、約3万年前とする説と、約10万年前とする説などがある。山体が形成された4万年前以降3回の噴火活動期があり、人間の活動に影響を与える噴火は、約6,000年前に降下火砕物と火砕流を伴う活動をし、約5,500年前に降下火砕物の活動の痕跡があったが、以降は江戸時代まで、約5,000年間は活動を休止していた。
- 1640年（寛永17年） - 1640年の噴火は、7月31日（旧暦6月13日）に発生した二つの山体崩壊と、それに続く3日間のプリニー式噴火に代表される大噴火である。まずマグマが深部より上昇・貫入。これにより山体が膨張・変形し、南斜面で山体崩壊が発生。この崩壊による岩屑なだれによって折戸川をせき止め大沼・小沼が形成された。崩壊した体積は0.3 km3とされる。続いて東斜面で山体崩壊が発生。岩屑なだれにより出来澗崎（できまざき〈鹿部町〉）が形成され、土砂はそのまま内浦湾へ流れ込み大津波が発生、700名あまりが犠牲となった[16][17]。崩壊した体積は1.42 - 1.70 km3[18]・津波の規模はMt7.9-8.2[19]。東斜面の山体崩壊は上昇したマグマの中心火道ごと崩壊したため、崩壊と同時に減圧された火道から安山岩質マグマによる火砕流と火砕サージが発生、そのままプリニー式噴火へ移行した。このプリニー式噴火は3日後の8月2日まで継続し、西北西方向を軸に大量の降下軽石・噴煙柱崩壊型による火砕流が堆積した。その後は急速に活動が衰え、70日後には収束した。総噴出量は2.9 km3（1.1 km3 DRE）・VEIは5[15][20][21]。一連の噴火により、津波により約700名が死亡し、降灰による凶作は寛永の大飢饉にも影響したとされる。また、山体崩壊によって標高1,700 mの円錐形の山体が、現在のような標高1,100 mの二つの馬蹄形カルデラを持つ山体となった[22]。この噴火をはじめ、同時期の北海道の南西部では有珠山（1663年）、樽前山（1667年）と火山の大噴火が頻発していた。これら火山の降灰による環境悪化が、1669年に発生したアイヌの大規模蜂起「シャクシャインの戦い」の一因になった、との見解もある[23]。

- 1694年（元禄7年） - 大噴火。総噴出物量0.36 km3、マグマ噴出量0.14 DREkm3。火山爆発指数:VEI4
- 1765年と1788年には小規模な活動があったとの伝承が残る。
- 1856年（安政3年）9月25日9時頃 - 大噴火により安政火口が形成される。死者約19-27名。総噴出物量0.21 km3、マグマ噴出量0.08 DREkm3。火山爆発指数:VEI4。
- 1888年（明治21年）水蒸気噴火。
- 1905年（明治38年）8月19日朝 - 水蒸気噴火、安政火口の南側に新爆裂火口（明治火口）が形成される。ラハール（泥流発生）。
- 1919年（大正8年）-1924年（大正13年） - 6月に地震、火砕流を伴う小規模な水蒸気噴火を繰り返す。
- 1929年（昭和4年）6月17日10時00分頃 - 大規模なマグマ噴火（プリニー式噴火）[24]。泥流を伴い山林耕地の被害多く、死者2名、負傷者4名、牛馬の死136頭。噴煙高度13,900 m。総噴出物量0.34km3、マグマ噴出量0.14DREkm3。火山爆発指数:VEI4。
- 1942年（昭和17年）11月16日8時00分頃 - 中規模な水蒸気噴火からマグマ水蒸気噴火の後に水蒸気噴火[25]。山頂の火口原に割れ目ができる。噴煙高度は海抜8,000 m。翌1943年（昭和18年）以降もたびたび、噴煙高度1,800 m程度の噴火を繰り返す。総噴出物量0.002 - 0.003 km3。(マグマ噴出量は微量、火山爆発指数:VEI2。
- 1943年以降も噴煙、群発地震活動を継続。
- 1966年（昭和41年） - 気象庁による常時地震観測施設設置。
- 1996年（平成8年）3月5日 - 小規模な水蒸気噴火[2]。｢96年主火口｣「96年南火口列」生成。噴出物総量 120,000トン[26]、火山爆発指数:VEI1
- 1998年（平成10年）
  - 5月14日 - 明治火口北西壁中部に新たな噴気。
  - 10月25日 - 小規模な爆発[2]。噴煙高度1,200 m。噴出物 34,000トン[27]、火山爆発指数:VEI1。
- 2000年（平成12年）9月4日 - 小噴火が11月8日まで複数回起きる[2][28][29][30][31]。噴煙高度 2,000 m以上を数回。
- 2010年（平成22年）3月 - 2000年の小噴火以来、小康状態が続いていたが、昭和4年火口内で弱い噴気活動をしている[32]。
- 2011年（平成23年）10月1日 - 気象庁が噴火警戒レベル1、平常）の噴火レベルの継続を発表した[33]。火山活動に応じた入山規制が設定されているが[34]、山頂部の剣ヶ峰部分（火口から半径4 km以内）の入山は継続して規制されている（#登山の節を参照）。

### 災害対策
1980年（昭和55年）10月に、周辺の森町、旧砂原町、鹿部町、旧南茅部町、七飯町の5町により、「駒ヶ岳火山防災会議協議会」が設置された。大噴火を起こした際には、過去の活動から周辺市町村の埋没、対岸への津波の発生など破局的な被害が想定されている。従って、積極的な監視、防災施設の設置が進められ、気象庁などは地震計、空振計、GPS、傾斜計、遠望カメラを設置し、地元自治体とイントラネットで結び24時間の観測態勢を取っている。駒ヶ岳火山防災会議協議会により、ハザードマップが作成されている。また、脆弱な火山噴出物が降雨毎に流出することから、山麓では砂防工事、治山工事（防衛施設庁の代替工事を含む）が進められている。
北海道駒ヶ岳は気象庁による常時観測火山に指定され、気象庁、北海道大学などによる観測が行われている。

## 植生
裾野の大沼付近は、先駆性樹種であるカラマツやエゾマツなどが繁茂し、良好な景観を保持しているが、山体部分では、20世紀中の度重なる噴火により木本類などの生育は絶えて久しかった。しかし、1990年代以降、徐々に活動が沈静化するとカラマツ、エゾマツ、トドマツ、クロマツなどの先駆樹種が旺盛な成育を見せるようになった。高さ10 m以下の若い木が多い。
山麓から高度を上げていくとナナカマドなどの灌木帯となり、標高300 mから上部が森林限界となり、火山の裸地にイワギキョウやシラタマノキなどの高山植物の植生が回復してきている。オンタデ属のウラジロタデやヤナギ属のミネヤナギなども見られる。山麓ではミズバショウやフクジュソウが見られ、山麓のナラなどの広葉樹林帯は北海道の鳥獣保護区に指定されている。森にはキツツキやシジュウカラ科の野鳥やエゾリス、キタキツネ、サンショウウオ、タヌキなどが生息する。
昭和初期には、周辺には炭焼き小屋が多数あった。2011年現在、8軒が炭を専業で作っている。ナラやイタヤカエデの木で作られた炭は硬く、道内などで消費されている。

## 登山

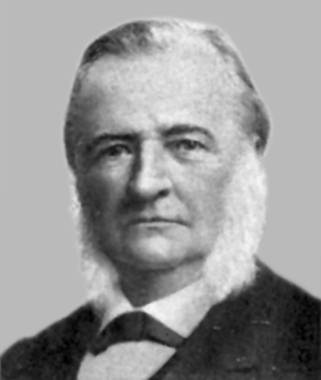
ロシアの植物学者のマキシモヴィッチ（Carl Johann Maximowicz）が1860年（文久元年）日本滞在の際に北海道駒ヶ岳に登頂した。

1666年（寛文6年）8月11日に円空上人が修行のため登拝した記録が寿都町海神社にある。
1860年（文久元年）にロシアの植物学者のマキシモヴィッチ（Carl Johann Maximowicz）とイギリスのブラキストン（Thomas Wright Blakiston）が日本滞在の際に登頂した。1967年（昭和42年）に『日本百名山』の著者である深田久弥が、日本山岳会の会員らと共に登頂し剣ヶ峯の手前の砂礫地でイワギキョウとイワブクロの花を確認した。日本二百名山、北海道百名山に選定されている。
1998年（平成10年）以降、火山活動の活発化により入山が禁止されてきた。噴火活動は近年は小康状態が続いているものの、関係機関による「北海道駒ヶ岳火山防災協議会」及び「駒ヶ岳自然休養林保護管理協議会」での協議を踏まえ、火山防災上の措置として火口から周辺4 kmの立ち入り規制を行っている。
2007年（平成19年）から、地元の駒ヶ岳火山防災会議協議会事務局が試行的に日程や人数を限定した中で、「火山勉強会」の形式を採りながら集団登山を開始した。
2010年（平成22年）から、6月 - 10月の期間に限定して、赤井川登山道（森町字赤井川）入口ゲートから「馬ノ背」（標高約900m）地点までの入山規制の一部が解除され、登山が可能となった。

### 登山コース
前述の通り、火口周辺の立ち入り規制が行われており、登山可能なのは、6月 - 10月の期間のみ、赤井川登山道の馬ノ背までに限られている。
- 赤井川登山道： 赤井川登山口ゲート - 6合目駐車場 - 馬ノ背[47][50]

入山規制が行われる前は、初級者または中級者向きの三つの登山コースがあった。現在は閉鎖されている。ルート上に水場や山小屋はない。
- 銚子口コース： 銚子口駅 - 大沼河畔銚子口登山口 - 8合目分岐 - 馬ノ背 - 剣ヶ峯（1,131 m）
- 駒ヶ岳コース： 駒ヶ岳駅 - 林道 - 8合目分岐 - 馬ノ背 - 剣ヶ峯
- 砂原岳コース： 砂原岳登山口 - 西円山 - 砂原岳(1,112 m) - 剣ヶ峯

## 周辺の山

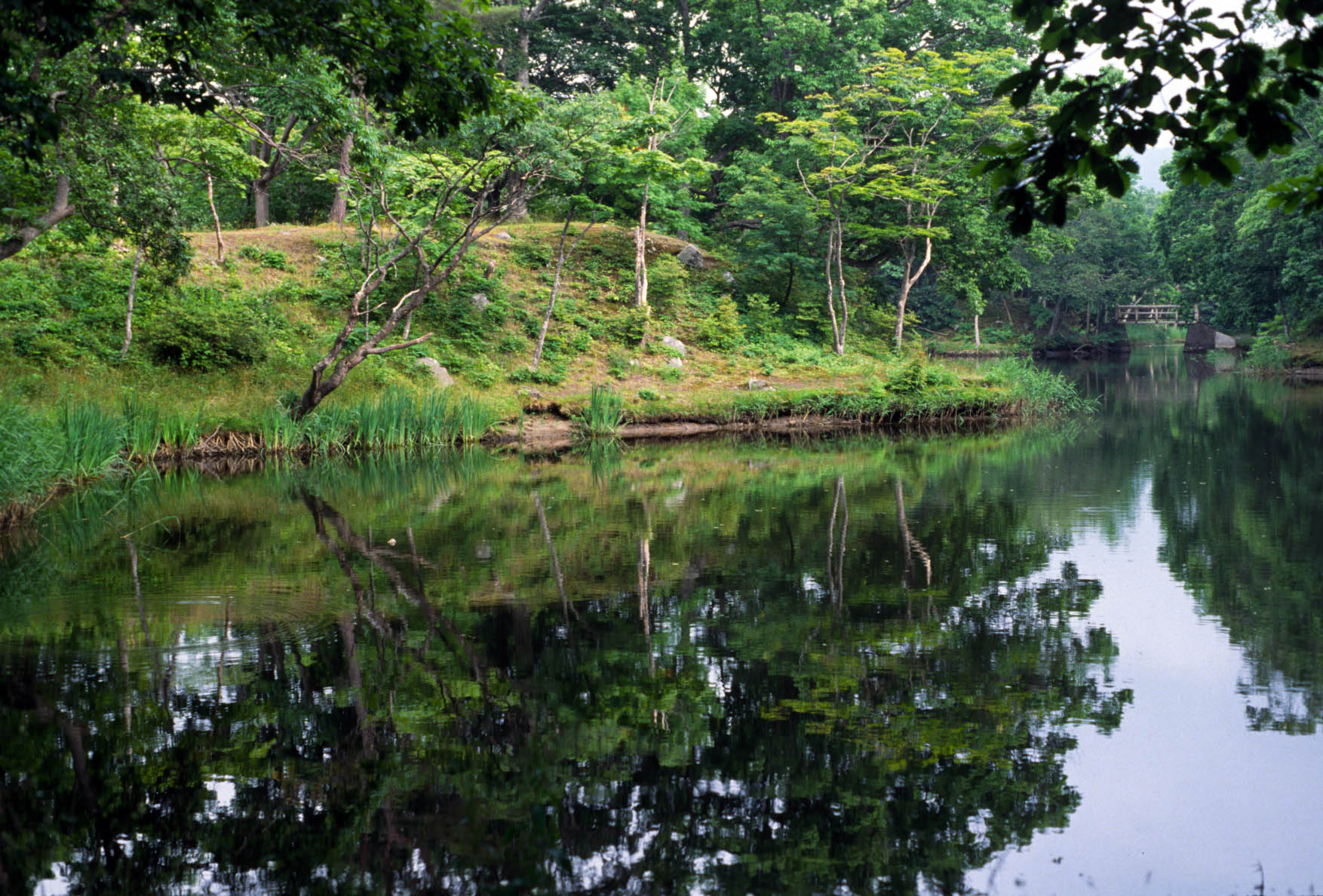
大沼国定公園の大沼。1640年の大噴火で折戸川が堰き止められ、小島が多数ある大沼・小沼などができた。

- 狩場山
- 遊楽部岳
- 横津岳
- 乙部岳（1,017 m）
- 袴腰山（袴腰岳、1,108 m）
- 恵山
- 函館山
- 大千軒岳

## 源流の河川
- 折戸川 - 大沼から内浦湾へ流れる。
- 尻無川、トドメキ川、中ノ川、鍛冶屋川、明神川、尾白内川

## 周辺の湖沼
- 大沼 - 日本新三景
- 小沼
- 蓴菜沼
- 円沼

## 文学・伝説

### 文学
文化年間に画家の谷文晁が噴火前の山を描き、『日本山岳絵図』で「内浦岳」として紹介した。多くの歌人が駒ヶ岳を詠んでいる。
- 九条武子が1926年（大正15年）に、駒ヶ岳を訪れ「ここは自然の技巧の繊細さが、まるで友禅模様のような感じがする」と綴り[12]、「野葡萄の垂り房みのるひろき丘に人に飼われてあそべる狐」と詠んでいる[52]。
- 与謝野晶子が1931年（昭和6年）に、「光つつこまが嶽をばつつむなり若き五月のたくましき雲」と詠んでいる[12]。
- 与謝野鉄幹も1931年に、「駒ヶ岳みぎはの樺の間より裾のみ黒き雲のもとかな」と詠んでいる[12]。

### 伝説
駒ヶ岳には、蝦夷（アイヌ）と和人（シャモ）のかかわりを反映した伝説がある。
矢越岬の海神の怒りを鎮めるために、大館（松前）の相原季胤は蝦夷の娘20-30人を海に沈め人身御供とした。蝦夷は怒って蜂起、季胤は二人の娘を連れて大沼まで逃亡するも逃げ切れず、1513年（永正10年）7月3日ついに二人の娘は入水。季胤は馬と共に湖中の小島に上がり、そこで自害した。自害する際、季胤は愛馬に山上に逃げるよう言い聞かせ、これに従った馬は勢い良く山に上った。そのためこの山を駒ヶ岳と呼び、季胤が外した鞍を掛けた岩を鞍掛岩と呼ぶようになった。以来季胤の命日には駒ヶ岳から馬の鳴き声がするという。

## 北海道駒ヶ岳の風景

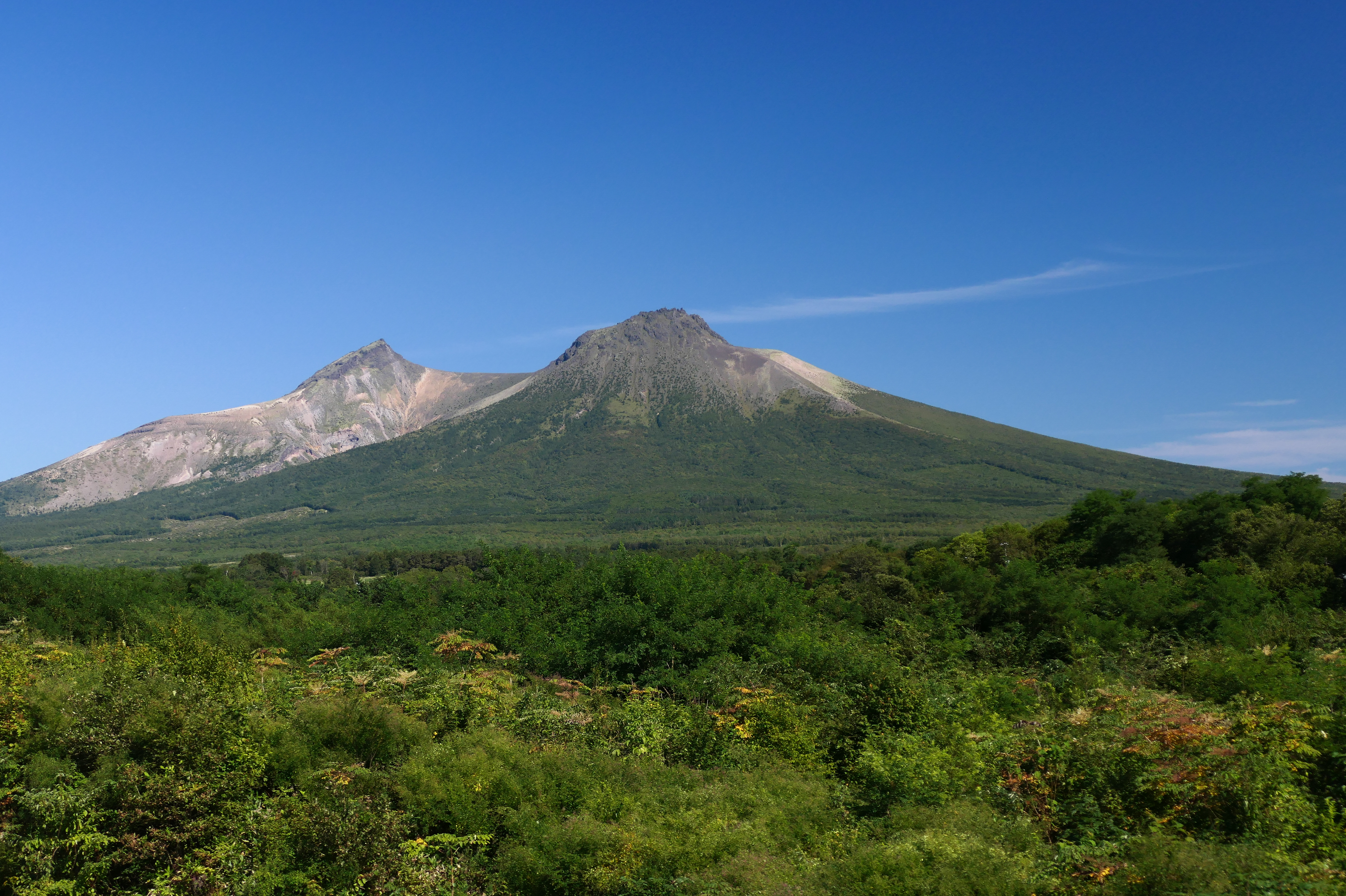
西南西から
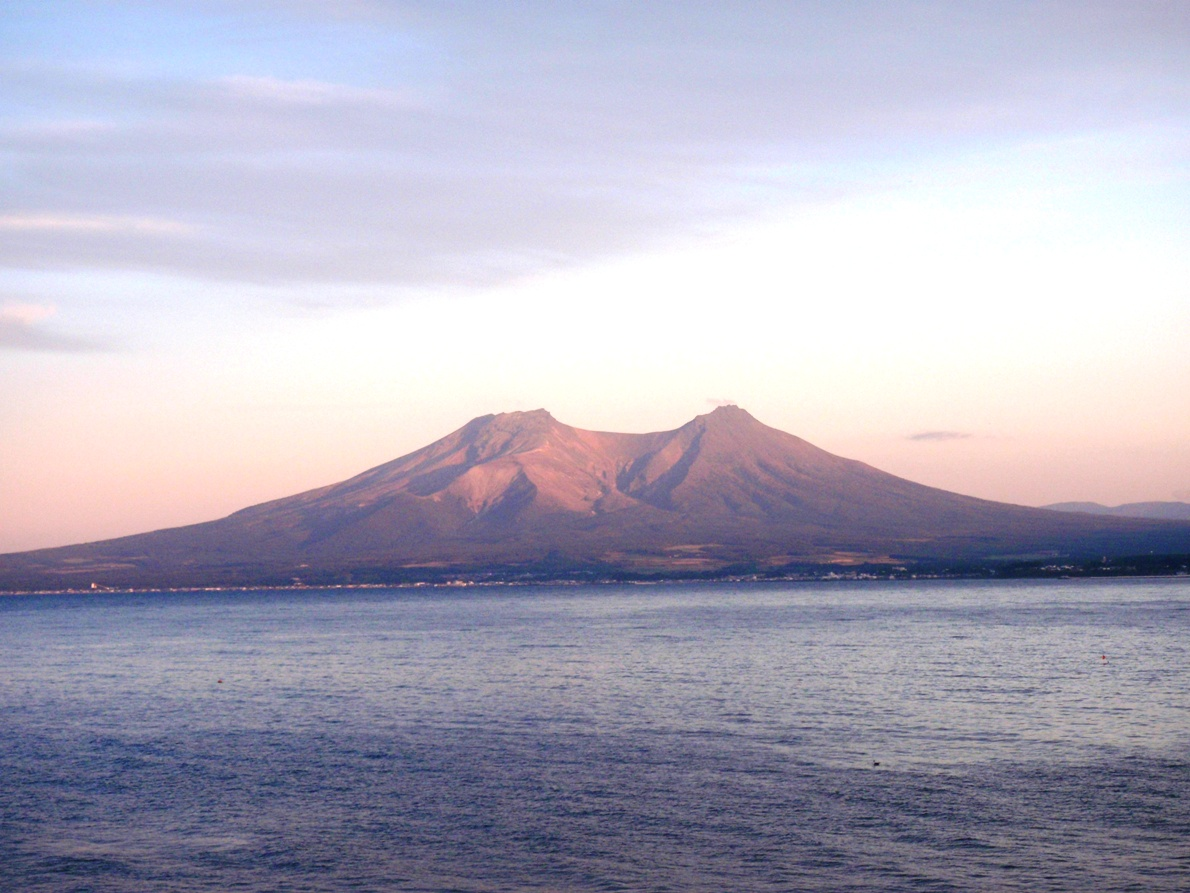
北西の八雲町から
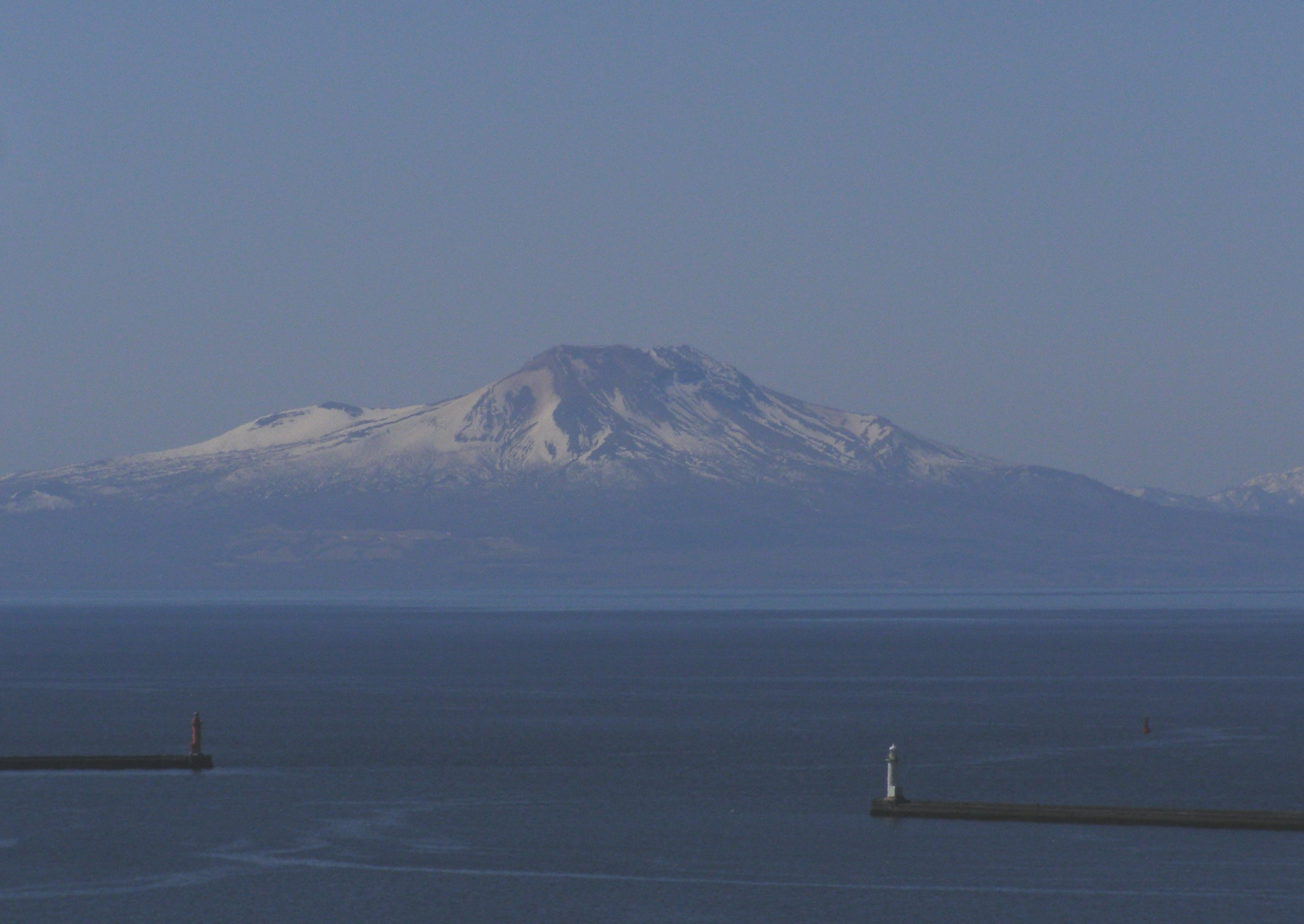
北東の室蘭市から望む
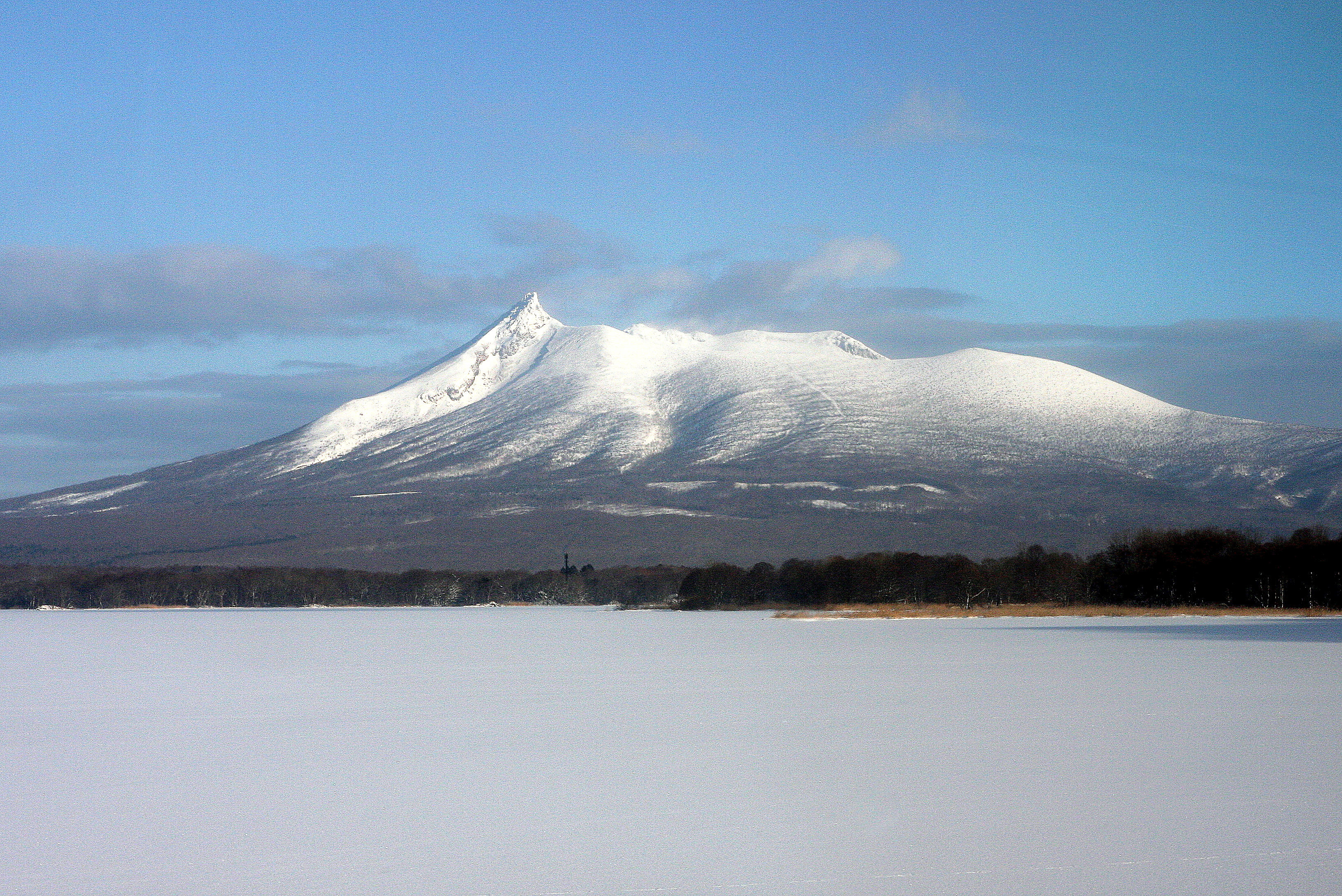
厳冬の大沼から望む

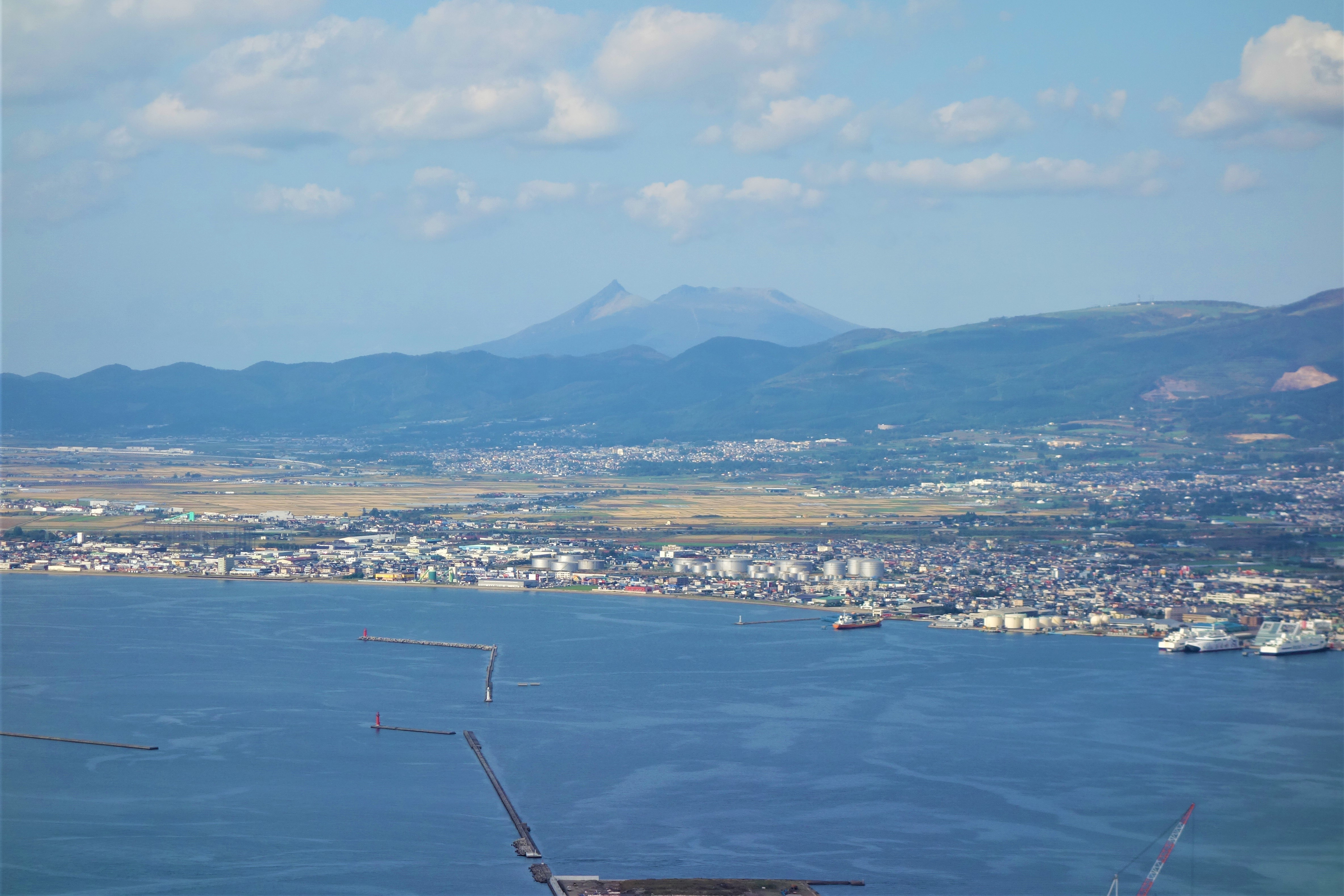
函館山から見た北海道駒ケ岳
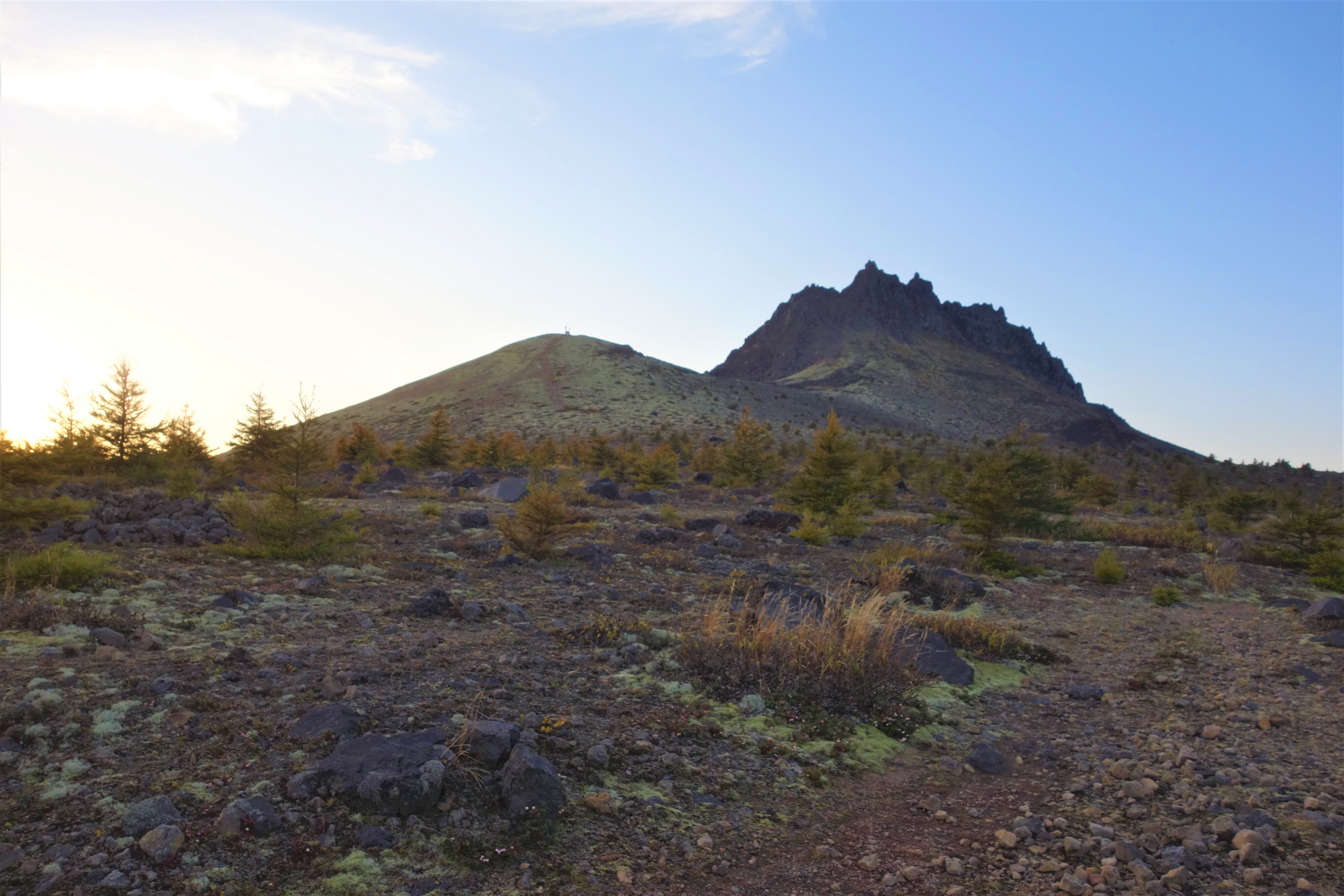
馬の背からの北海道駒ケ岳
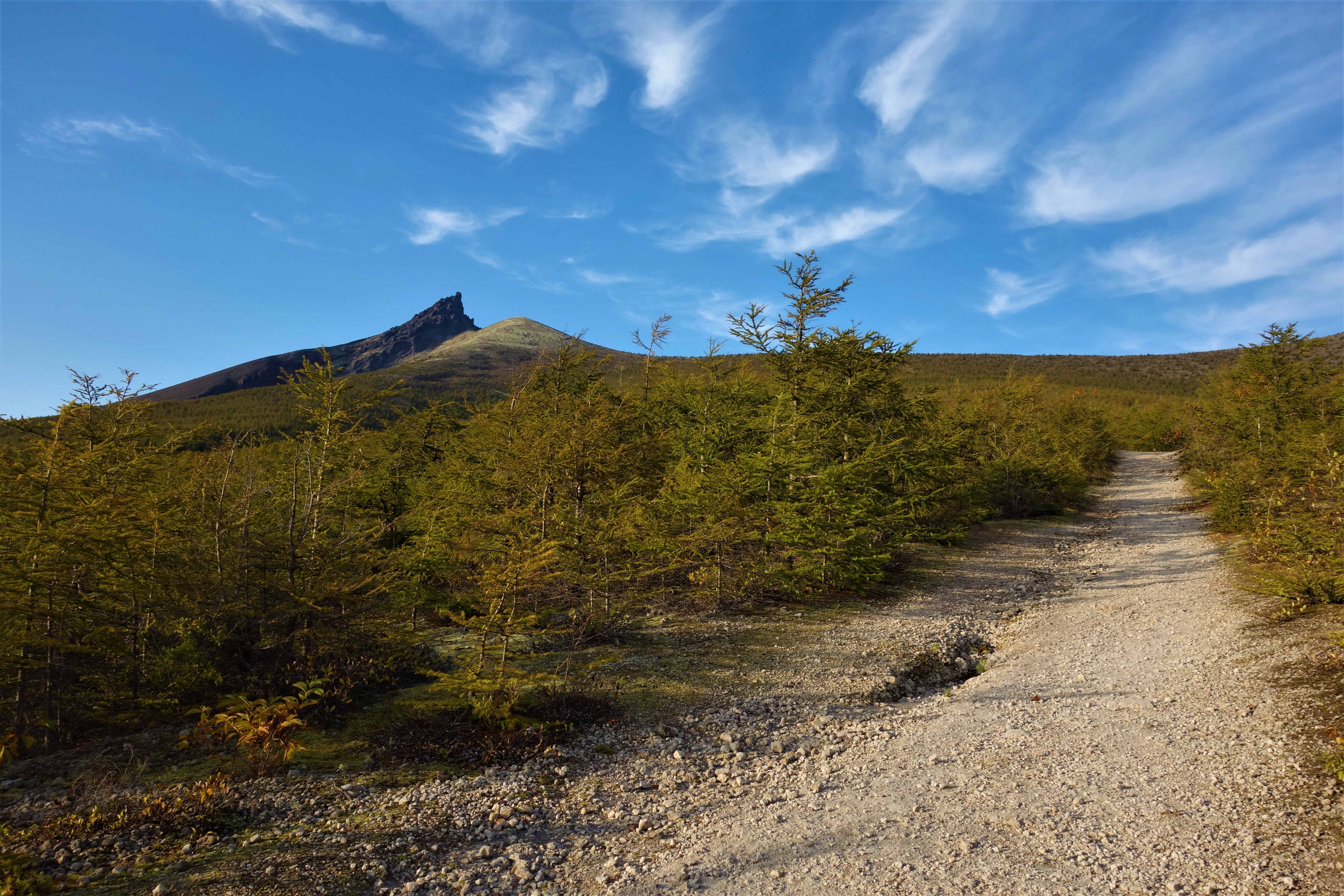
登山道からの北海道駒ケ岳
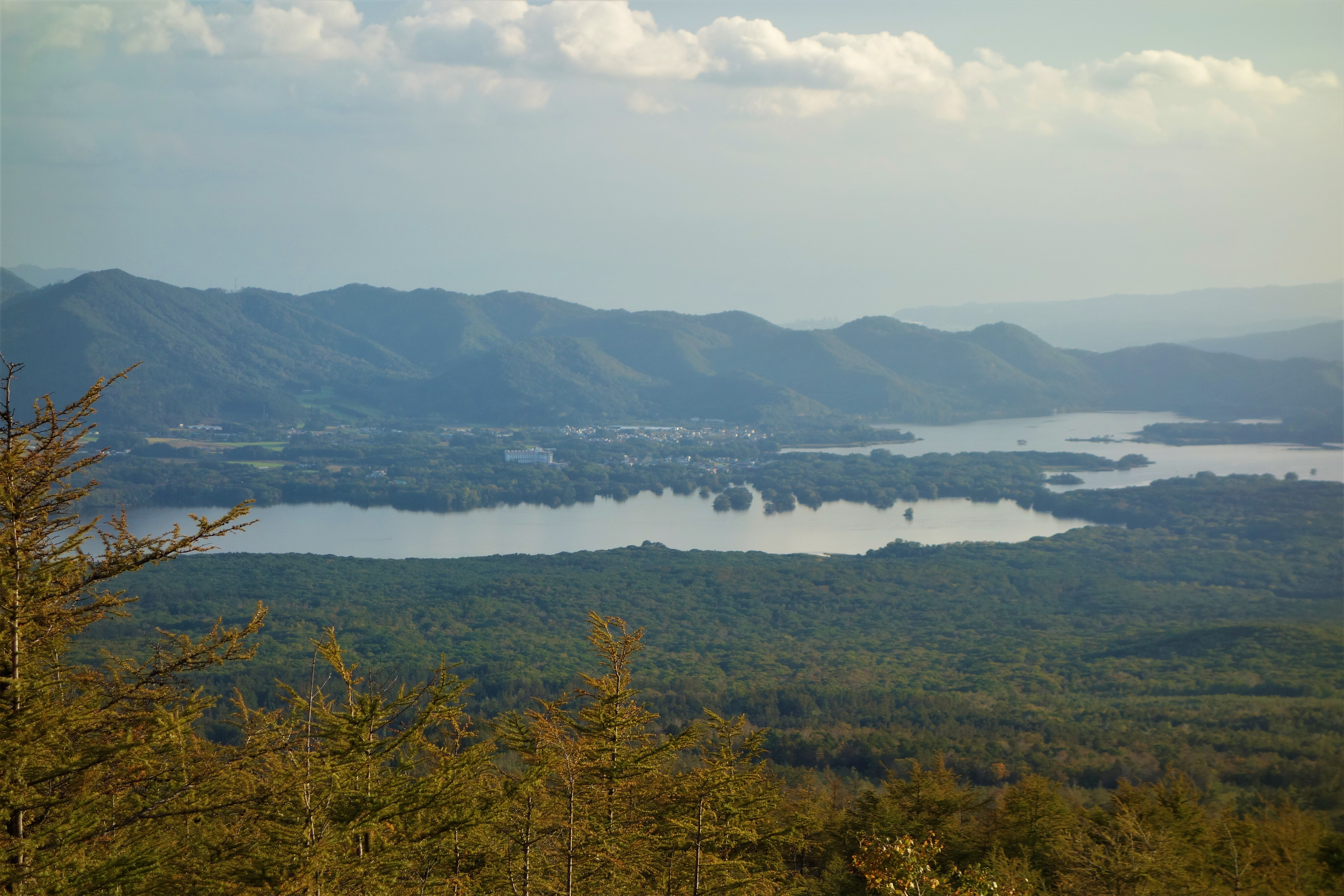
北海道駒ケ岳からの大沼・小沼